# Thamnaconus degeni
Thamnaconus degeni és una espècie de peix de la família dels monacàntids i de l'ordre dels tetraodontiformes.

## Morfologia
- Els mascles poden assolir 28 cm de longitud total.[4][5]

## Hàbitat
És un peix marí, de clima temperat i demersal que viu fins als 70 m de fondària.

## Distribució geogràfica
Es troba al sud d'Austràlia: des d'Austràlia Meridional fins a Nova Gal·les del Sud i Tasmània.

## Observacions
És inofensiu per als humans.